# داكس جونز
داكس جونز (بالإنجليزية: Dax Jones)‏ هو لاعب كرة قاعدة أمريكي، ولد في 4 أغسطس 1970 في بيتسبرغ في الولايات المتحدة.

## وصلات خارجية
- داكس جونز على موقعبيزبول رفرنس.كوم (الدوري الرئيسي) (الإنجليزية)
- داكس جونز على موقعبيزبول رفرنس.كوم (الدوري الثانوي) (الإنجليزية)
- داكس جونز على موقع مشجعي الرسوم البيانية (الإنجليزية)